# Orografie
Orografia este o ramură a geografiei fizice care se ocupă cu descrierea formelor de relief ale suprafeței pământului sau ale unei părți a ei, în special din punctul de vedere al aspectului exterior și al dimensiunilor.

## Legături externe
- „orografie” la DEX online